# Премия Синъюнь
«Премия Синъюнь» (кит. трад. 星雲獎, упр. 星云奖, пиньинь Xīng Yún, буквально: «Премия туманность») или Премия Синъюнь за всемирную китайскоязычную научную-фантастику (кит. трад. 全球華語科幻星雲獎, упр. 全球华语科幻星云奖, пиньинь Quán qiú huá yǔ kē huàn xīng yún jiǎng) — ежегодная китайская литературная премия в области научной-фантастики. Начиная с 2010, выручается «Всемирной ассоциацией китайских писателей-фантастов» лучшим произведениям научно-фантастической литературы на китайском языке, независимо от страны автора. Ассоциация находится в Чэнду, Сычуань. Название премии переводится как «Премия Туманность». В 2021 году, Сие Юньнинь (谢云宁) был награжден за свой роман «穿越土星环» (Crossing Saturn's Rings).